# Pasteur Rahajason
Pasteur Rahajason (1897-1971) escritor malgache.
Escribió el himno nacional de Madagascar Ry Tanindraza nay malala ô (Oh tierra querida de nuestros ancestros) en 1958. Norbert Raharisoa compuso la música de este himno.
- Datos: Q926723